# София Прекрасная
«София Прекрасная» (англ. Sofia the First) — американский фэнтезийный мультипликационный сериал Disney Junior. Сериал повествует о маленькой крестьянской девочке по имени София, которая стала принцессой, когда её мама по любви вышла замуж за короля Волшебнии.
Созданный Крэйгом Гербером, сериал стремился использовать соответствующие ситуации в фантастическом мире; по словам Гербера, положение Софии как ребёнка матери-одиночки позволило команде исследовать темы адаптации и установить связь с современными детьми. Пилотный эпизод вышел в эфир 18 ноября 2012 года на канале Disney, а премьера первого сезона состоялась 11 января 2013 года на канале Disney Junior. После четырех сезонов сериал завершился 8 сентября 2018 года.

## Сюжет
Маленькая девочка по имени София и её рано овдовевшая мать Миранда жили крестьянской жизнью в королевстве Волшебния, где рука об руку правят волшебство и веселье, работая в обувном магазине, которым они владели. Однажды рано овдовевшему правителю Волшебнии, королю Роланду II, понадобилась новая пара королевских тапочек, и он послал за Мирандой и Софией. В момент примерки новых тапочек, Роланд и Миранда быстро полюбили друг друга и они поженились. Вступая в свою новую роль принцессы, София переживает множество приключений и испытаний. Она также сближается со своей новой семьёй, в том числе со сводными сестрой и братом, принцессой Эмбер и принцем Джеймсом, а также поступает в королевскую подготовительную академию, директрисами которой являются три добрые феи из «Спящей красавицы» — Флора, Фауна и Мэривеза.
Роланд дарит Софии волшебный амулет Авалора, который благословляет её на добрые дела и проклинает за проступки. Она подружилась с кроликом Клевером и птичками Мией и Робин после того, как амулет дал ей способность общаться с животными на их языке. Амулет Авалора также связывает «всех когда-либо существовавших принцесс», призывая их помогать друг другу, когда кто-то в этом нуждается. Седрик, королевский чародей, регулярно неудачно пытается украсть амулет Софии, зная о его способностях. Седрик планирует использовать фантастическую силу амулета на себе, чтобы свергнуть королевскую семью и захватить всю Волшебнию. Однако по мере того, как он становится ближе к Софии, он начинает сомневаться в краже амулета и в конце концов раскрывает свои злые намерения и приносит большие извинения за свои злые действия.
В третьем сезоне сводная тётя Софии и старшая сестра короля Роланда, герцогиня Матильда (Тилли), даёт ей специальную книгу, которая ведёт её в Тайную библиотеку, спрятанную в замке. Библиотека заполнена сотнями незаконченных книг и София становится новой Хранительницей историй, чтобы обеспечить счастливый конец для каждой истории. В четвёртом сезоне одна из книг приводит её на Загадочные острова — землю за облаками, где берёт своё начало вся магия. Она спасает острова от злого мастера кристаллов Призмы и начинает обучение, чтобы стать Заступником Нижнего Мира. Призма обнаруживает злую чародейку Форс и освобождает её, используя «Девять Хранителей Зла», несмотря на все попытки Софии и других заступников остановить её. В финале сериала София побеждает Форс и официально становится Заступником Нижнего Мира.

## Роли озвучивали
- Ариэль Уинтер — София Прекрасная
- Дарси Роуз Бирнс — принцесса Эмбер
- Зак Каллисон — принц Джеймс
- Сара Рамирес — королева Миранда
- Трэвис Уиллингэм — король Роланд II
- Джесс Харнелл — Седрик
- Уэйн Брэди — Клевер
- Тим Ганн — Бэйливик
- Изабелла Акрес — Джейд
- Расси Тейлор — разные персонажи (в 15 эпизодах[англ.])

Второстепенные роли озвучивали такие актёры как Кейт Хиггинс, Ник Офферман, Филисия Рашад, Кари Уолгрен, Кэт Суси, Джесс Харнелл, Билли Уэст, Антониетта Сполар, Лилиана Муми, Даймонд Уайт, Грей Гриффин, Джефф Беннетт и другие.

## Список серий

### Сезон 1
| Номер         | Дата выхода      | Оригинальное название     | Перевод                                                         |
| ------------- | ---------------- | ------------------------- | --------------------------------------------------------------- |
| 1             | 11 января 2013   | Just One of the Princes   | Всего лишь один из принцев                                      |
| 2             | 18 января 2013   | The Big Sleepover         | Веселимся до утра                                               |
| 3             | 25 января 2013   | Let The Good Times Troll  | Веселимся вместе с троллями                                     |
| 4             | 1 февраля 2013   | Cedric’s Apprentice       | Подмастерье Седрика                                             |
| 5             | 8 февраля 2013   | A Royal Mess              | Провинились по-королевски                                       |
| 6             | 22 февраля 2013  | The Shy Princess          | Застенчивая принцесса                                           |
| 7             | 15 марта 2013    | Blue Ribbon Bunny         | Кролик-чемпион                                                  |
| 8             | 12 апреля 2013   | The Princess Test         | Экзамен для принцесс                                            |
| 9             | 26 апреля 2013   | Baileywick’s Day Off      | У Бейливика выходной                                            |
| 10            | 17 мая 2013      | The Tri-Kingdom Picnic    | Пикник трёх королевств                                          |
| 11            | 31 мая 2013      | The little witch          | Маленькая ведьма                                                |
| 12            | 14 июня 2013     | Two to Tangu              | Вдвоём в Тангу (гость — Жасмин)                                 |
| 13            | 28 июня 2013     | Finding Clover            | В поиске Клевера                                                |
| 14            | 12 июля 2013     | The amulet of Avalor      | Волшебный амулет Авалора                                        |
| 15            | 2 августа 2013   | The Buttercups            | Команда Лютиков                                                 |
| 16            | 23 августа 2013  | Make way for miss Nettle  | Дорогу мисс Крапиве                                             |
| 17            | 13 сентября 2013 | The Amulet and the Anthem | Гимн и Амулет (гость — Белль)                                   |
| 18            | 27 сентября 2013 | Tea for Too Many          | Чайный пир на весь мир                                          |
| 19            | 11 октября 2013  | Princess Butterfly        | Принцесса-бабочка (на Хэллоуин)                                 |
| 20            | 25 октября 2013  | Great Aunt-Venture        | Удачное тёте-шествие                                            |
| 21            | 8 ноября 2013    | The baker King            | Король-пекарь                                                   |
| 22 (1) 23 (2) | 24 ноября 2013   | The Floating Palace       | Плавучий дворец (гость — Ариэль)                                |
| 24            | 1 декабря 2013   | Holiday in Enchancia      | Праздник в Волшебнии (на Новый Год и Рождество (гость — Аврора) |
| 25            | 14 февраля 2014  | Four’s a Crowd            | Четвёртый лишний                                                |

### Сезон 2
| Номер         | Дата выхода     | Оригинальное название             | Перевод                                                   |
| ------------- | --------------- | --------------------------------- | --------------------------------------------------------- |
| 1             | 7 марта 2014    | Two Princesses and a Baby         | Две принцессы и младенец                                  |
| 2             | 4 апреля 2014   | The Enchanted Feast               | Волшебный пир (гость — Белоснежка)                        |
| 3             | 11 апреля 2014  | The Flying Crown                  | Корона летучих наездников                                 |
| 4             | 25 апреля 2014  | Mom’s the Word                    | Вместе с мамой                                            |
| 5             | 9 мая 2014      | The Silent Knight                 | Молчаливый рыцарь                                         |
| 6             | 30 мая 2014     | Enchanted Science Fair            | Экзамен по волшебным наукам                               |
| 7             | 27 июня 2014    | King for a Day                    | Король на один день                                       |
| 8             | 11 июля 2014    | When You Wish Upon a Well         | Бойся исполнения желаний                                  |
| 9             | 25 июля 2014    | Gizmo Gwen                        | Диковинки Гвен                                            |
| 10            | 1 августа 2014  | Sofia the Second                  | София Ужасная                                             |
| 11            | 8 августа 2014  | Mystic Meadows                    | Волшебные луга                                            |
| 12            | 15 августа 2014 | Princesses to the Rescue!         | Принцессы-спасатели (гость — Мулан)                       |
| 13            | 3 октября 2014  | Ghostly Gala                      | Призрачный бал (на Хэллоуин)                              |
| 14            | 11 октября 2014 | The Emerald Key                   | Изумрудный ключ                                           |
| 15            | 17 октября 2014 | Scrambled Pets                    | Пернатые приматы                                          |
| 16            | 24 октября 2014 | The Princess Stays in the Picture | Принцессы на картине                                      |
| 17            | 7 ноября 2014   | Baileywhoops                      | Бэйли-бум                                                 |
| 18 (1) 19 (2) | 23 ноября 2014  | The Curse of Princess Ivy         | Заклятие амулета (гость — Рапунцель)                      |
| 20            | 12 декабря 2014 | Winter’s Gift                     | Зимние подарки (на Новый Год и Рождество) (гость — Тиана) |
| 21            | 16 января 2015  | The Leafsong Festival             | Песенный фестиваль                                        |
| 22            | 20 февраля 2015 | Substitute Cedric                 | Учитель Седрик                                            |
| 23            | 27 марта 2015   | Clover Time                       | Соседство с кроликом                                      |
| 24            | 27 марта 2015   | In a Tizzy                        | Медвежья услуга                                           |
| 25            | 27 марта 2015   | A Tale of Two Teams               | Повесть о двух командах                                   |
| 26            | 1 июля 2015     | The Littlest Princess             | Крошечная принцесса                                       |
| 27            | 8 июля 2015     | Buttercup Amber                   | Лютик-Эмбер                                               |
| 28            | 15 июля 2015    | Carol of the Arrow                | Лучница Кэрол                                             |
| 29            | 22 июля 2015    | Sidekick Clio                     | Верная подруга Клио                                       |
| 30            | 12 августа 2015 | Minimus Is Missing                | Куда пропал Минимус?                                      |

### Сезон 3
| Номер | Дата выхода      | Оригинальное название                                | Перевод                                                          |
| ----- | ---------------- | ---------------------------------------------------- | ---------------------------------------------------------------- |
| 1     | 26 августа 2015  | Cool Hand Fluke                                      | Зазнайка Везунчик                                                |
| 2     | 18 сентября 2015 | Cedric Be Good                                       | Седрик, будь добр                                                |
| 3     | 25 сентября 2015 | Princess Adventure Club                              | Клуб приключений                                                 |
| 4     | 2 октября 2015   | Minding the Manor                                    | Управляем усадьбой                                               |
| 5     | 12 октября 2015  | The Secret Library                                   | Тайная библиотека (гость — Мерида)                               |
| 6     | 16 октября 2015  | New Genie on the Block                               | Пополнение в рядах джиннов                                       |
| 7     | 23 октября 2015  | The Fliegel Has Landed                               | Фея на месте                                                     |
| 8     | 1 ноября 2015    | The Princess Ballet                                  | Королевский балет                                                |
| 9     | 6 ноября 2015    | All the Sprite Moves                                 | Все старания эльфов                                              |
| 10    | 13 ноября 2015   | Sofia in Elvenmoor                                   | София в Эльфии                                                   |
| 11    | 20 ноября 2015   | Stormy Lani                                          | Грозная Лани                                                     |
| 12    | 4 декабря 2015   | Lord of the Rink                                     | Повелитель катка                                                 |
| 13    | 15 февраля 2016  | The Secret Library: Olaf and the Tale of Miss Nettle | Тайная библиотека: Олаф и сказание о мисс Крапиве (гость — Олаф) |
| 14    | 4 марта 2016     | Gone with the Wand                                   | Самая волшебная палочка                                          |
| 15    | 11 марта 2016    | Bad Little Dragon                                    | Злобный маленький дракон                                         |
| 16    | 25 марта 2016    | Bunny Swap                                           | Не тот кролик                                                    |
| 17    | 8 апреля 2016    | Her Royal Spyness                                    | Шпионские заблуждения                                            |
| 18    | 6 мая 2016       | Best in Air Show                                     | Представление под облаками                                       |
| 19    | 17 июня 2016     | Dad’s and Daughter’s Day                             | Отцы и дочери                                                    |
| 20    | 1 июля 2016      | The Tale of the Noble Knight                         | Сказание о благородном рыцаре                                    |
| 21    | 8 июля 2016      | The Bamboo Kite                                      | Бамбуковый змей                                                  |
| 22    | 12 августа 2016  | Beauty Is the Beast                                  | Красавица-чудовище                                               |
| 23    | 7 октября 2016   | Cauldronation Day                                    | Посвящение в ведьмы                                              |
| 24    | 28 октября 2016  | Camp Wilderwood                                      | Лагерь «Лесная глушь»                                            |
| 25    | 11 ноября 2016   | Royal Vacation                                       | Королевский отпуск                                               |
| 26    | 20 ноября 2016   | Elena and the Secret of Avalor                       | Елена и тайна Авалора                                            |
| 27    | 6 января 2017    | Hexley Hall                                          | Школа ворожбы                                                    |
| 28    | 10 февраля 2017  | The Princess Prodigy                                 | Принцесса-виртуоз                                                |
| 29    | 31 марта 2017    | One for the Books                                    | Любитель чтения                                                  |

### Сезон 4
| Номер | Дата выхода      | Оригинальное название                            | Перевод                                                            |
| ----- | ---------------- | ------------------------------------------------ | ------------------------------------------------------------------ |
| 1     | 28 апреля 2017   | Day of the Sorceres                              | День волшебников                                                   |
| 2     | 5 мая 2017       | The Secret Library: Tale of the Eternal Torch    | Тайная библиотека: Сказание о неугасающем факеле                   |
| 3     | 12 мая 2017      | The Crown of Blossoms                            | Корона изобилия                                                    |
| 4     | 19 мая 2017      | Pin the Blame on the Genie                       | Без вины виноватый джинн                                           |
| 5     | 24 июня 2017     | Sofia the First: The Mystic Isles                | Загадочные острова                                                 |
| 6     | 30 июня 2017     | The Mystic Isles: The Princess and the Protector | Загадочные острова: Принцесса и Заступник                          |
| 7     | 21 июля 2017     | The Royal Dragon                                 | Королевский дракон                                                 |
| 8     | 4 августа 2017   | The Mystic Isles: The Mare of the Mist           | Загадочные острова: Туманная кобылица                              |
| 9     | 18 августа 2017  | Through the Looking Back Glass                   | Зеркало прошлого                                                   |
| 10    | 1 сентября 2017  | Princess Jade                                    | Принцесса Джейд                                                    |
| 11    | 29 сентября 2017 | Ivy’s True Colors                                | Истинный цвет Айви                                                 |
| 12    | 13 октября 2017  | Too Cute to Spook                                | Умилительный ужас (на Хэллоуин)                                    |
| 13    | 20 октября 2017  | Pirated Away                                     | В гостях у пиратов                                                 |
| 14    | 27 октября 2017  | The Mystic Isles: The Falcon’s Eye               | Загадочные острова: Соколиный глаз                                 |
| 15    | 3 ноября 2017    | The Mystic Isles: The Great Pretender            | Загадочные острова: Великий обманщик                               |
| 16    | 1 декабря 2017   | The Mystic Isles: A Very Mystic Wassalia         | Загадочные острова: Загадочная Здравица (на Новый Год и Рождество) |
| 17    | 5 января 2018    | The Birthday Wish                                | Пожелание Именинницы                                               |
| 18    | 26 января 2018   | In Cedric We Trust                               | Старый друг Седрик                                                 |
| 19    | 16 февраля 2018  | The Mystic Isles: A Hero for the Hoodwinks       | Загадочные острова: Герой Обманок                                  |
| 20    | 2 марта 2018     | The Mystic Isles: Undercover Fairies             | Загадочные острова: Феи под прикрытием                             |
| 21    | 14 мая 2018      | A Royal Wedding                                  | Королевская свадьба                                                |
| 22    | 15 мая 2018      | The Royal School Fair                            | Королевская школьная ярмарка                                       |
| 23    | 16 мая 2018      | The Lost Pyramid                                 | Затерянная пирамида                                                |
| 24    | 17 мая 2018      | Return to Merroway Cove                          | Возвращение в Русалочью бухту                                      |
| 25    | 18 мая 2018      | The Elf Situation                                | Примирение эльфов                                                  |
| 26    | 8 сентября 2018  | Sofia the First: Forever Royal                   | Долг королей                                                       |

### Выход серий
| Сезон | Серии | Первый эфир     | Последний эфир  |
| ----- | ----- | --------------- | --------------- |
| 1     | 25    | 11 января 2013  | 14 февраля 2014 |
| 2     | 30    | 28 февраля 2014 | 12 августа 2015 |
| 3     | 29    | 5 августа 2015  | 31 марта 2017   |
| 4     | 26    | 28 апреля 2017  | 8 сентября 2018 |

### Полнометражки
| Название                                | Дата выхода     |
| --------------------------------------- | --------------- |
| София Прекрасная: История принцессы     | 18 ноября 2012  |
| София Прекрасная: Елена и тайна Авалора | 20 ноября 2016  |
| София Прекрасная: Долг королей          | 8 сентября 2018 |